# Muzeum Lecha Poznań
Muzeum Lecha Poznań – muzeum historyczne poświęcone historii klubu sportowego Lech Poznań, zlokalizowane na Stadionie Miejskim w Poznaniu (ulica Bułgarska), na którym klub ten rozgrywa spotkania piłkarskie.

## Historia
Placówkę otwarto 19 grudnia 2022 (dla zwiedzających 30 stycznia 2023), chociaż idea jego założenia narodziła się już kilkanaście lat wcześniej. Muzeum umiejscowione zostało blisko szatni i wyjścia na murawę, na trasie wycieczek oprowadzanych po stadionie. Kosztowało około 2,5 miliona zł i zostało w całości sfinansowane z budżetu klubowego. 

## Ekspozycja
W ramach ekspozycji prezentowane są stroje sportowców, naszywki, pamiątki po meczach rozgrywanych w czasie okupacji niemieckiej, trofea i inne pamiątki związane z historią Lecha Poznań, m.in. zdobyte przez Teodora Aniołę, czy Roberta Lewandowskiego. 
Oprócz tradycyjnych eksponatów w muzeum stoi oryginalna kasa z pierwszego stadionu klubowego na Dębcu, czy rekonstrukcja historycznej szatni i ławek. W jednym z pomieszczeń odbywa się pomiar głośności dopingu. Część przestrzeni zajmują ekspozycje czasowe.